# Бахаме на Светском првенству у атлетици на отвореном 2009.
Бахаме су учествовали на Светском првенству у атлетици на отвореном 2009. одржаном у Берлину од 15-23. августа, дванаести пут, односно учествовали су на свим првенствима до данас. Репрезентацију Бахама представљала су 20 такмичара (12 мушкараца и 8 жена) који су се такмичили у 8 дисциплина.
На овом првенству Бахаме су освојили 2 медаље, 1 сребрну и 1 бронзану. Није било светских али је било два национална рекорда сезоне и три лична рекорда сезоне. Овим успехом Бахамска атлетска репрезентација је у укупном пласману заузела 22. место од укупно 202 земље учеснице. У табели успешности према броју и пласману такмичара који су учествовали у финалним такмичењима (првих 8 такмичара) Бахами су са 6 учесника у финалу делили 16. место са 27 бодова.
| Плас. | Земља  | 1. место | 2. место | 3. место | 4. место | 5. место | 6. место | 7. место | 8. место | Бр. финал. | Бод. |
| ----- | ------ | -------- | -------- | -------- | -------- | -------- | -------- | -------- | -------- | ---------- | ---- |
| =16.  | Бахаме | 0        | 1        | 1        | 1        | 1        | 1        | 1        | 0        | 6          | 27   |

## Учесници
| Мушкарци: - Адријан Грифит — 100 м - Дерек Аткинс — 100 м - Nathaniel McKinney — 200 м, 4 х 400 м - Мајкл Метју — 400 м - Крис Браун — 400 м - Рамон Милер — 400 м, 4 х 400 м - Shamar Sands — 110 м препоне - Авард Монкур — 4 х 400 м - Латој Вилијамс — 4 х 400 м - Доналд Томас — Скок увис - Тревор Бери — Скок увис - Леван Сандс — Троскок | Жене: - Шеника Фергусон — 100 м, 200 м, 4 х 100 м - Деби Фергусон Макензи — 100 м, 200 м, 4 х 100 м - Чандра Старуп — 100 м, 4 х 100 м - Christine Amertil — 400 м, 4 х 100 м - Sasha Rolle — 4 х 400 м - Shakeitha Henfield — 4 х 400 м - Rashan Brown — 4 х 400 м - Katrina Seymour — 4 х 400 м |  |

## Освајачи медаља

### Сребро
- Шеника Фергусон, 
 Чандра Старуп, 
 Christine Amertil, 
 Деби Фергусон Макензи — 4 х 100 м

### Бронза
- Деби Фергусон Макензи — 200 м

## Резултати

### Мушкарци
| Атлетичар          | Дисциплина    | Лични рекорд        | Група            | Група            | Четвртфинале          | Четвртфинале          | Полуфинале            | Полуфинале            | Финале                | Финале                | Детаљи |
| Атлетичар          | Дисциплина    | Лични рекорд        | Резултат         | Место            | Резултат              | Место                 | Резултат              | Место                 | Резултат              | Место                 | Детаљи |
| ------------------ | ------------- | ------------------- | ---------------- | ---------------- | --------------------- | --------------------- | --------------------- | --------------------- | --------------------- | --------------------- | ------ |
| Адријан Грифит     | 100 м         | 10,25               | 10,37 КВ         | 3. у гр. 5       | 10,28                 | 5. у гр. 4            | Није се квалификовао  | Није се квалификовао  | Није се квалификовао  | 28 / 90 (92)          |        |
| Дерек Аткинс       | 100 м         | 9,91 (-0,5 м/с) НР  | 10,44            | 5. у гр. 3       | Нису се квалификовали | Нису се квалификовали | Нису се квалификовали | Нису се квалификовали | Нису се квалификовали | 43 / 90 (92)          |        |
| Nathaniel McKinney | 200 м         | 20,67               | 21,26            | 4. у гр. 4       | Нису се квалификовали | Нису се квалификовали | Нису се квалификовали | Нису се квалификовали | Нису се квалификовали | 42 / 59 (67)          |        |
| Мајкл Метју        | 400 м         | 20,38               | Дисквалификован  | Дисквалификован  |                       |                       | Није се квалификовао  | Није се квалификовао  | Није се квалификовао  | Није се квалификовао  |        |
| Крис Браун         | 400 м         | 44,40 НР            | 45,53 КВ         | 1. у гр. 3       | 44,95 КВ              | 1. у гр. 3            | 45,47                 | 5/ 48 (53)            |                       |                       |        |
| Рамон Милер        | 400 м         |                     | 45,00 КВ, ЛРС    | 1. у гр. 5       | 44,99 ЛРС             | 5. у гр. 1            | Није се квалификовао  | 10/ 48 (53)           |                       |                       |        |
| Shamar Sands       | 110 м препоне | 13,38 (+2,0 м/с) НР | 13,57 кв         | 5. у гр. 5       | 13,47                 | 4. у гр. 3            | Није се квалификовао  | 15 / 45 (47)          |                       |                       |        |
| Рамон Милер        | 4 x 400 м     | 2:57,32 НР          | Дисквалификовани | Дисквалификовани |                       |                       |                       |                       | Нису се квалификовали | Нису се квалификовали |        |
| Авард Монкур       | 4 x 400 м     | 2:57,32 НР          | Дисквалификовани | Дисквалификовани |                       |                       |                       |                       | Нису се квалификовали | Нису се квалификовали |        |
| Латој Вилијамс     | 4 x 400 м     | 2:57,32 НР          | Дисквалификовани | Дисквалификовани |                       |                       |                       |                       | Нису се квалификовали | Нису се квалификовали |        |
| Nathaniel McKinney | 4 x 400 м     | 2:57,32 НР          | Дисквалификовани | Дисквалификовани |                       |                       |                       |                       | Нису се квалификовали | Нису се квалификовали |        |
| Леван Сандс        | Троскок       | 17,59 НР            | 17,20 КВ         | 2. у гр. А       | 17,32 ЛРС             | 4 / 44 (46)           |                       |                       |                       |                       |        |
| Тревор Бери        | Скок увис     | 2,28                | 2,24             | 9. у гр. А       | Нису се квалификовали | 17 / 30 (31)          |                       |                       |                       |                       |        |
| Доналд Томас       | Скок увис     | 2,35                | 2,27             | 8. у гр. Б       | Нису се квалификовали | 15 / 30 (31)          |                       |                       |                       |                       |        |

### Жене
| Атлетичарка             | Дисциплина | Лични рекорд        | Група            | Група            | Четвртфинале | Четвртфинале | Полуфинале            | Полуфинале            | Финале                | Финале                | Детаљи |
| Атлетичарка             | Дисциплина | Лични рекорд        | Резултат         | Место            | Резултат     | Место        | Резултат              | Место                 | Резултат              | Место                 | Детаљи |
| ----------------------- | ---------- | ------------------- | ---------------- | ---------------- | ------------ | ------------ | --------------------- | --------------------- | --------------------- | --------------------- | ------ |
| Шеника Фергусон         | 100 м      | 11,17               | 11,57 кв         | 4. у гр. 6       | 11,59        | 7. у гр. 4   | Није се квалификовала | Није се квалификовала | Није се квалификовала | 30/ 61 (64)           |        |
| Чандра Старуп           | 100 м      | 10,84 (+1,9 м/с) НР | 11,28 КВ         | 4. у гр. 6       | 11,06 КВ     | 2. у гр. 1   | 11,01 КВ              | 3. у гр. 2            | 11,05                 | 8/ 61 (64)            |        |
| Деби Фергусон Макензи   | 100 м      | 11,17               | 11,26 КВ         | 4. у гр. 6       | 11.08 КВ     | 2. у гр. 3   | 11,03 КВ              | 4. у гр. 1            | 11,05                 | 7/ 61 (64)            |        |
| Деби Фергусон Макензи   | 200 м      | 22,19 (0,0 м/с) НР  | 22,71 КВ         | 2. у гр. 4       |              |              | 22,24                 | 1. у гр. 1 КВ         | 22,41                 |                       |        |
| Шеника Фергусон         | 200 м      | 22,70               | 23,35 кв         | 4. у гр. 6       | 23,40        | 7. у гр. 3   | Није се квалификовала | 21/40                 |                       |                       |        |
| Christine Amertil       | 400 м      | 50,09               | Дисквалификована | Дисквалификована |              |              | Није се квалификовала | Није се квалификовала | Није се квалификовала | Није се квалификовала |        |
| Шеника Фергусон²        | 4 x 100 м  | 41,92 НР            | 42,66 КВ, НРС    | 2. у гр 1        |              |              |                       |                       | 42,29 НРС             |                       |        |
| Чандра Старуп²          | 4 x 100 м  | 41,92 НР            | 42,66 КВ, НРС    | 2. у гр 1        |              |              |                       |                       | 42,29 НРС             |                       |        |
| Christine Amertil²      | 4 x 100 м  | 41,92 НР            | 42,66 КВ, НРС    | 2. у гр 1        |              |              |                       |                       | 42,29 НРС             |                       |        |
| Деби Фергусон Макензит² | 4 x 100 м  | 41,92 НР            | 42,66 КВ, НРС    | 2. у гр 1        |              |              |                       |                       | 42,29 НРС             |                       |        |
| Sasha Rolle             | 4 x 400 м  | 3:08,76 НР          | Дисквалификоване | Дисквалификоване |              |              |                       |                       | Нису се квалификовале | Нису се квалификовале |        |
| Shakeitha Henfield      | 4 x 400 м  | 3:08,76 НР          | Дисквалификоване | Дисквалификоване |              |              |                       |                       | Нису се квалификовале | Нису се квалификовале |        |
| Rashan Brown            | 4 x 400 м  | 3:08,76 НР          | Дисквалификоване | Дисквалификоване |              |              |                       |                       | Нису се квалификовале | Нису се квалификовале |        |
| Katrina Seymour         | 4 x 400 м  | 3:08,76 НР          | Дисквалификоване | Дисквалификоване |              |              |                       |                       | Нису се квалификовале | Нису се квалификовале |        |

- Атлетичарке у штафети означене бројем ² су учествовале и у некој од појединачних дисциплина.